# Гура-Галбеней
Гура-Галбеней (рум. Gura Galbenei, Гура-Галбенэ) — село в Чимишлийском районе Молдавии. Относится к сёлам, не образующим коммуну.

## География
Село расположено на высоте 103 метров над уровнем моря. Протекает река Когильник и её приток Галина.

## Население
По данным переписи населения 2004 года, в селе Гура Галбеней проживает 5500 человек (2724 мужчины, 2776 женщин).
Этнический состав села:
| Национальность | Число жителей | Процентный состав |
| -------------- | ------------- | ----------------- |
| молдаване      | 5442          | 98.95             |
| украинцы       | 25            | 0.45              |
| русские        | 16            | 0.29              |
| гагаузы        | 7             | 0.13              |
| румыны         | 4             | 0.07              |
| болгары        | 2             | 0.04              |
| прочие         | 4             | 0.07              |
| Всего          | 5500          | 100%              |